# Robert Muller (Vereinte Nationen)
Robert Muller (* 11. März 1923 in Weismes, Belgien; † 20. September 2010) war ein belgischer UN-Beamter, der Assistent des Generalsekretärs der Vereinten Nationen war. Er wurde von einigen als „der Philosoph der Vereinten Nationen“ bezeichnet und stand der New Age-Bewegung nahe. Starken Einfluss auf ihn hatten die Ideen von u. a. der englischen Theosophin Alice Bailey und dem Jesuitenpriester Pierre Teilhard de Chardin. Er verfasste zahlreiche Bücher, welche sich mit Spiritualität und Religion befassten. Muller trat für eine Weltregierung ein.

## Biografie
Muller wurde in Belgien in der Nähe von Eupen-Malmedy in eine deutsch-französische Familie geboren und wuchs in Elsass-Lothringen auf, wo er nach dem deutschen Einmarsch fliehen musste, um nicht in die Wehrmacht eingezogen zu werden. Während des Zweiten Weltkriegs schloss er sich der französischen Résistance an und erlebte die Gräuel des Krieges hautnah. Gegen Ende des Krieges versuchte er vergeblich, die Ermordung einer Gruppe gefangener deutscher Soldaten zu verhindern. Dies war ein wichtiges Ereignis in seinem Leben, das ihn dazu brachte, sich später für den Frieden einzusetzen. Nach dem Krieg kehrte er nach Hause zurück und erwarb 1948 einen Doktortitel in Rechtswissenschaften an der Universität Straßburg. An der Universität schrieb er bei einem Wettbewerb das beste Essay zum Thema Weltregierung, weshalb er ein Praktikum bei den gerade entstandenen Vereinten Nationen in Genf und New York City machen durfte, bei denen er zu arbeiten begann.
1949 bewarb sich Muller um eine Professur an der Universität Straßburg und 1951 um einen Sitz in der französischen Nationalversammlung, beides ohne Erfolg. Muller kehrte jeweils zu den Vereinten Nationen zurück und arbeitete die nächsten 40 Jahre für diese. Er stieg in den Reihen der UN bis zum Assistenten des Generalsekretärs unter drei verschiedenen Generalsekretären auf, eine der höchsten Positionen innerhalb der UN. Muller war maßgeblich an der Gründung zahlreicher multilateraler Einrichtungen beteiligt, darunter waren das UN-Entwicklungsprogramm, das Welternährungsprogramm, der UN-Bevölkerungsfonds und die Weltjugendversammlung.
Muller lebte mit seiner Frau Barbara Gaughen-Muller in einem kleinen Landhaus in Costa Rica in der Nähe der Universität für den Frieden, dessen Mitbegründer er war und den Rest des Jahres in Santa Barbara (Kalifornien). Neben seinen Aufgaben an der Universität war er ein international anerkannter, mehrsprachiger Redner und der Autor von 14 Büchern, die in verschiedenen Sprachen veröffentlicht wurden. Er entwickelte zudem das „World Core Curriculum“, ein Modell für eine globale Bildung, welche ein globales Bewusstsein in den Schülern schaffen sollte. Das „World Core Curriculum“ trug dazu bei, die wachsende Bewegung für globales Lernen zu inspirieren. 29 Robert-Muller-Schulen wurden in der ganzen Welt gegründet. 1989 erhielt Muller für seine Arbeit den UNESCO-Preis für Friedenserziehung.

## Bibliografie
- Most of All, They Taught Me Happiness (1978)
- New Genesis, Shaping a Global Spirituality (1982)
- The Birth of a Global Civilization, World Happiness and Cooperation, USA (1982)
- The Desire to be human: a global reconnaissance of human perspectives in an age of transformation, geschrieben zu Ehren von Pierre Teilhard de Chardin, International Teilhard Compendium (1983)
- A Planet of Hope (1985)
- What War Taught Me About Peace (1985)
- Decide To, Erste Ausgabe: Acron Publishing (1998)
- Dialogues of Hope, World Happiness and Cooperation (1990)
- First Lady of the World, World Happiness and Cooperation, USA (1991).
- My Testament to the UN, World Happiness and Cooperation, USA (1992)
- Erziehung zum globalen Bewusstsein durch ein "World Core Curriculum" (1993)
- Safe Passage into the 21st Century, Coautor mit Douglas Roche, Continuum Press, New York (1995)